# Масуми, Носирджон Асадович
Носирджон Асадович Масуми (1915—1974) — советский таджикский литературовед, член-корреспондент АН Таджикской ССР (1969).

## Биография
Родился 19 апреля (2 мая) 1915 года в кишлаке Каратаг (будущий Гиссарский район) в семье дехканина-кузнеца.
В 1930 году окончил в Самарканде двухгодичные педагогические курсы и работал учителем таджикского языка.
В 1936—1940 гг. студент литературного факультета Педагогического института имени Т. Г. Шевченко (Душанбе), после его окончания оставлен для преподавательской работы: зав. кафедрой таджикского языка, зав. кафедрой таджикской литературы, проректор по научной работе.
В 1959—1972 директор Института языка и литературы имени Рудаки АН Таджикской ССР.
С 1971 г. академик-секретарь Отделения общественных наук АН Таджикской ССР.
Стихи публиковал с 1935 года, в 1944 вышла в книжном формате поэма «Страна счастья». Член Союза писателей Таджикистана (1940).
Начиная с 1940 года, известен как литературовед.
Автор учебных пособий для вузов: «Таджикский фольклор» (1952) и «Методика преподавания литературы в V—VIII классах» (1960); монографии о творчестве поэта М. Рахими (1961), книги «Таджикская литература XVIII века и первой половины XIX века» (1962).
Кандидат филологических наук (1955). Член-корреспондент АН Таджикской ССР (1969).
Депутат Верховного Совета Таджикской ССР 6—7-го созывов, член Президиума Верховного Совета Таджикской ССР (1967—1971).
Заслуженный деятель науки Таджикской ССР (1960). Награждён двумя орденами «Знак Почёта».
Умер 16 августа 1974 года, похоронен на Центральном кладбище.